# Félix Cuevas (estación)
Félix Cuevas es una de las estaciones que forman parte del Metrobús de la Ciudad de México; se ubica en el centro de la Ciudad de México, en la alcaldía de Benito Juárez.

## Ampliación
Desde 2020, la estación inicio la operación de una nueva plataforma, la cual fue construida para brindar mayor capacidad a la plataforma existente. La estación contaba con 282.80 m2, que con la nueva plataforma ase amplio a 422 m2.

## Información general
Su icono representa un edificio que se ubica a un costado de la estación.

### Conexiones
- Conexión con la estación Insurgentes Sur de la Línea 12 del Metro.
- Conexión con la estación Insurgentes Sur de la Línea 3 del Trolebús.
- Ruta 6-A de camiones concesionados de la Ciudad de México.
- Alquiler de Ecobici cerca de la estación.